# Grönskåra
Grönskåra is een plaats in de gemeente Högsby in het landschap Småland en de provincie Kalmar län in Zweden. De plaats heeft 122 inwoners (2000) en een oppervlakte van 29 hectare.